# 第二神明道路
第二神明道路（日语：／ Daini Shinmei dōro */?）是從日本兵库县神户市须磨区月见山町到明石市鱼住町清水的國道2號繞道。
由西日本高速道路关西分公司第二神明道路事務所以一般收费公路管理。
高速公路編號為「E93」。

## 概要
从月见山出入口连接到阪神高速3号神户线，从明石西交流道连接到加古川繞道。之所以在名称前加上“第二”，是因为兵库县道21号神户明石线曾被称为神明道路（现在常被称为舊神明。国道2号有时也被称为神户至明石之间的神明国道）。

### 路线資料
- 道路类型：地域高規格道路（大阪都會區快速道路）
- 全长：24.3 公里 [1]
- 道路規格: 第1種第3級（快速道路）
- 车道数：4车道
- 工程費：125 亿日元（1970年度以後拓寬2车道的費用為 43.5 亿日元）
- 最高时速： 80km/h

## 交流道
| 交流道號碼                 | 設施名稱                             | 接續路線名                                           | 距離起点 (km) | 備考                                                              | 所在地 | 所在地 |
| -------------------------- | ------------------------------------ | ---------------------------------------------------- | ------------- | ----------------------------------------------------------------- | ------ | ------ |
| 阪神高速3号神戶線 大阪方向 |                                      |                                                      |               |                                                                   |        |        |
| 1                          | 須磨交流道                           | 縣道65号神戶加古川姫路線                             | 0.9           | 姫路方面出入口                                                    | 神戸市 | 須磨区 |
| -                          | 須磨收費站                           | -                                                    | 1.7           |                                                                   | 神戸市 | 須磨区 |
| -                          | 垂水停車區                           | -                                                    | 3.2           | 姫路方面                                                          | 神戸市 | 垂水区 |
| 2                          | 名谷系統交流道 名谷停車區 名谷交流道 | 阪神高速5号湾岸線（第二神明北線） 縣道21号神戶明石線 | 4.4           | 名谷系統交流道可通往神戶・大阪方向 名谷停車區僅設置神戶・大阪方向 | 神戸市 | 垂水区 |
| 3                          | 高丸交流道                           | -                                                    | 6.8           |                                                                   | 神戸市 | 垂水区 |
| 4                          | 大藏谷交流道                         | 縣道21号神戶明石線                                   | 9.6           |                                                                   | 神戸市 | 垂水区 |
| 5                          | 伊川谷系統交流道                     | 阪神高速7号北神戶線                                  | 12.4          | 連接姫路方向                                                      | 神戸市 | 垂水区 |
| 6                          | 玉津交流道                           | 国道175号                                            | 15.2          |                                                                   | 神戸市 | 垂水区 |
| -                          | 石谷系統交流道                       | E94 第二神明道路北線（工程中）                       |               | 工程中                                                            | 明石市 | 明石市 |
| -                          | 明石服務區                           | -                                                    | 18.2          |                                                                   | 明石市 | 明石市 |
| 7                          | 大久保交流道                         | 縣道148号大久保稲美加古川線 縣道379号岩岡魚住線      | 19.5          |                                                                   | 明石市 | 明石市 |
| -                          | 明石西收費站                         | -                                                    | 24.1          |                                                                   | 明石市 | 明石市 |
| 8                          | 明石西交流道                         | 縣道514号志染土山線                                  | 24.3          |                                                                   | 明石市 | 明石市 |
| 加古川繞道 岡山・姫路方向  |                                      |                                                      |               |                                                                   |        |        |

## 历史
- 1964年10月10日：名谷交流道 - 大藏谷交流道开通 。
- 1970年3月8日：全线开通，东侧与阪神高速公路3号线神户线相连，西侧与加古川繞道相连（3月14日举办的日本万国博览会相关业务）。
- 1972年8月10日：拓宽完成。
- 2019年4月1日：收費上調。

## 路线狀況

### 收費
從前，它是根據 3 類车辆（后述）收取固定费用，但在 2019 年 4 月 1 日起，转为根據 5 類车辆按距离收费。装有ETC的车辆，通过公路收费站和IC的ETC天线時，會收取行經路段的通行费。现金车在干线收费站或IC出入口收费站使用收费站时收取最高通行费，两次通过收费站时在第一个收费站缴费时发放. 您必须在第二个收费站出示您的通行证，并支付通行费和使用的路段通行费之间的差额（如果您不出示在第一个收费站发出的通行证，将在第二个收费站再次收取最高通行费 ）  。
由于伊川谷 JCT 和 玉津 IC 没有收费站，因此在设置收费站之前，ETC 和现金车辆都可以在伊川谷和玉津之间免费行驶。

### 2019 年 3 月 31 日前的收費
须磨IC～大仓谷IC 东段210日元（大型车310日元、特定大型车720日元）、玉松IC～明石西IC 西段110日元（大型车160日元、大特定型车370日元）。
主线收费站设置在须磨IC和明石西IC，行經全程的话，計算须磨收费站210日元（大型车310日元，大型车720日元），及明石西收费站110日元（大型车160日元、大型车370日元），合计須繳付320日元（大型车470日元、大型车1,090日元）。
繼續行駛阪神高速3号神户线的话，阪神高速通行费510日元～930日元（大型车1,030日元～1,850日元）也会在须磨收费站合併收取，所以在这个收费站需缴费720日元～1,140日元（大型车1,340日元～2,160日元、超大型车1,750日元～2,570日元）。
收费參见下表。
| 路段名称 | 普通車 | 大型车 | 特大车 |
| -------- | ------ | ------ | ------ |
| 东段     | 210    | 310    | 720    |
| 西段     | 110    | 160    | 370    |

## 地理

### 通過自治体
- 兵庫縣
  - 神戶市 - 明石市

### 道路位置关系
(←冈山 / 姬路方向) 太子龍野绕道 - 姬路绕道 - 加古川绕道 - 第二神明道路 - 阪神高速道路3号神户线 ／ 7号北神户线(大阪方向→)

### 连接高速公路
- 阪神高速5號灣岸線
- 阪神高速7號北神戶線
- E94 第二神明道路北線（建设中）
- 播磨臨海地域道路（計畫中）

## 脚注

### 來源
1. 1 2 3  “第二神明道路開通50年 明石SAで記念イベント”. 神戸新聞 (神戸新聞社). (2014年10月30日)
2. ↑   (PDF). Ministry of Land, Infrastructure, Transport and Tourism.   [2022-04-04]. （原始内容存档 (PDF)于2022-05-18）.
3. ↑  . 国土交通省.   [2020-11-20]. （原始内容存档于2022-06-27）.
4. ↑  . 西日本高速道路株式会社.   [2019-05-12]. （原始内容存档于2022-11-28）.